# Chelsie Giles
Chelsie Giles, född 25 januari 1997, är en brittisk judoutövare.
Giles tog brons i halv lättvikt vid olympiska sommarspelen 2020 i Tokyo. Hon började OS med att besegra Arbresha Rexhepi i den första omgången och därefter Soumiya Iraoui i den andra omgången. Giles förlorade därefter kvartsfinalen mot Uta Abe och fick en plats i återkvalet. Hon besegrade Charline van Snick i återkvalet och därefter Fabienne Kocher i bronsmatchen.